# أيمن موفق
أيمن موفق (من مواليد 9 أبريل 2001) هو لاعب كرة قدم مغربي، يلعب كظهير أيمن لنادي سانت إتيان. ولد في فرنسا، ويلعب دولياً للمغرب.

## مهنة النادي
مولود في فيين، انضم إلى نادي كاسكول من أولينز، قبل وصوله إلى سانت إتيان خلال موسم 2011-12.
بعد فوزه بكأس غامبارديلا في عام 2019، وقع أول عقد احترافي له في يوليو 2019.
بعد بعض العروض الناجحة في المباريات الودية الصيفية 2020، ظهر لأول مرة مع نادي سانت إتيان في 17 سبتمبر 2020.

## مهنة دولية
ولد موفق في فرنسا ويحمل الجنسيتين الفرنسية والمغربية. وهو لاعب دولي للشباب في فرنسا. لعب مع منتخب فرنسا تحت 16 سنة في عام 2017. في أكتوبر 2023، أستدعي للمشاركة مع منتخب المغرب تحت 23 عامًا لمجموعة من المباريات الودية.

## روابط خارجية
- أيمن موفق على موقع قاعدة بيانات كرة القدم.إي يو (الإنجليزية)
- أيمن موفق على موقع ليكيب (الفرنسية)
- أيمن موفق على موقع Soccerway.com (الإنجليزية)
- أيمن موفق على موقع AS.com (الإسبانية)